# Георгіївський провулок, 2
Житловий будинок № 2 (будинок Київського особливого військового округу (КОВО), будинок офіцерського командного складу) — будівля архітектора Йосипа Каракіса, розташована у Георгіївському провулку в Києві.
За словами дослідників, Каракіс «зумів віртуозно розв'язати складний міський вузол». Будинок гармонійно замкнув перспективу Золотоворітської вулиці. Водночас будівля частково закрила краєвид на Софійський собор.

## Історія ділянки

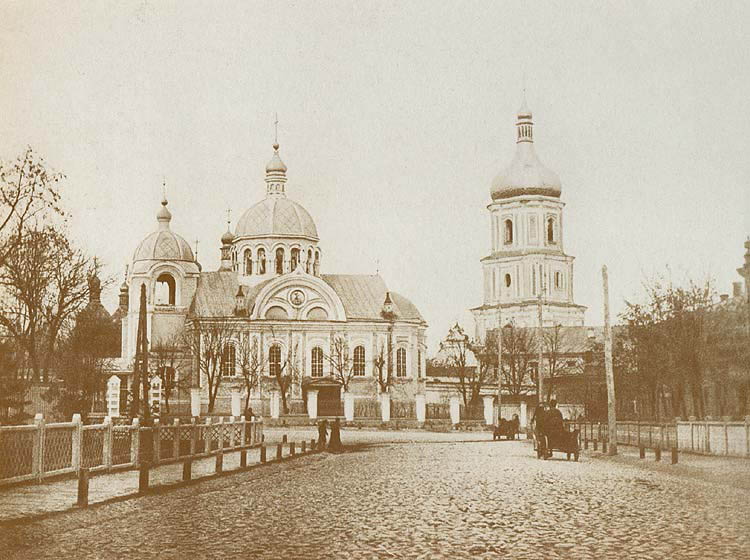
Георгіївська церква

Ділянка належала  Георгіївській церкві. Перший храм на цьому місці спорудив Ярослав Мудрий 1037 року. 1240 року його зруйнували під час  монгольської навали на Київ. 1674 року на давньому фундаменті поставили дерев'яну церкву, а в 1744—1752 роках — кам'яну у стилі бароко.
Наприкінці ХІХ сторіччя храм значно перебудували у псевдовізантійському стилі. Церква мала іконостас XVIII сторіччя у стилі рококо. На зламі XIX–ХХ століть відомий художник Іван Їжакевич розписав храм із застосуванням українських народних мотивів.
1931 року президія Київської міськради ухвалила рішення про закриття Георгіївської церкви. А 1934 року в рамках антирелігійної кампанії її знесли більшовики.

## Будівництво і використання будівлі
Після перенесення столиці УСРР до Києва влітку 1934 року постало питання забезпечення житлом співробітників Київського військового округу. На місці, де раніше розташовувався храм, запланували побудувати житловий будинок. Проєкт підготував архітектор Йосип Каракіс за участю М. Ручка і В. Сазанського. Деякі дослідники стверджують, що будівля була посунута архітектором на десятки метрів вглиб від місця, де був храм. Водночас ліве крило будинку розташоване на місті церковного фундаменту. На іншій частині розплановано сквер. Будівництво тривало упродовж 1936—1937 років.
Первісно планувалось у комплексі з будинком КВО спорудити також будівлю Академії архітектури УРСР. Однак після Німецько-радянської війни вся споруда повністю перейшла на баланс Київського військового округу.

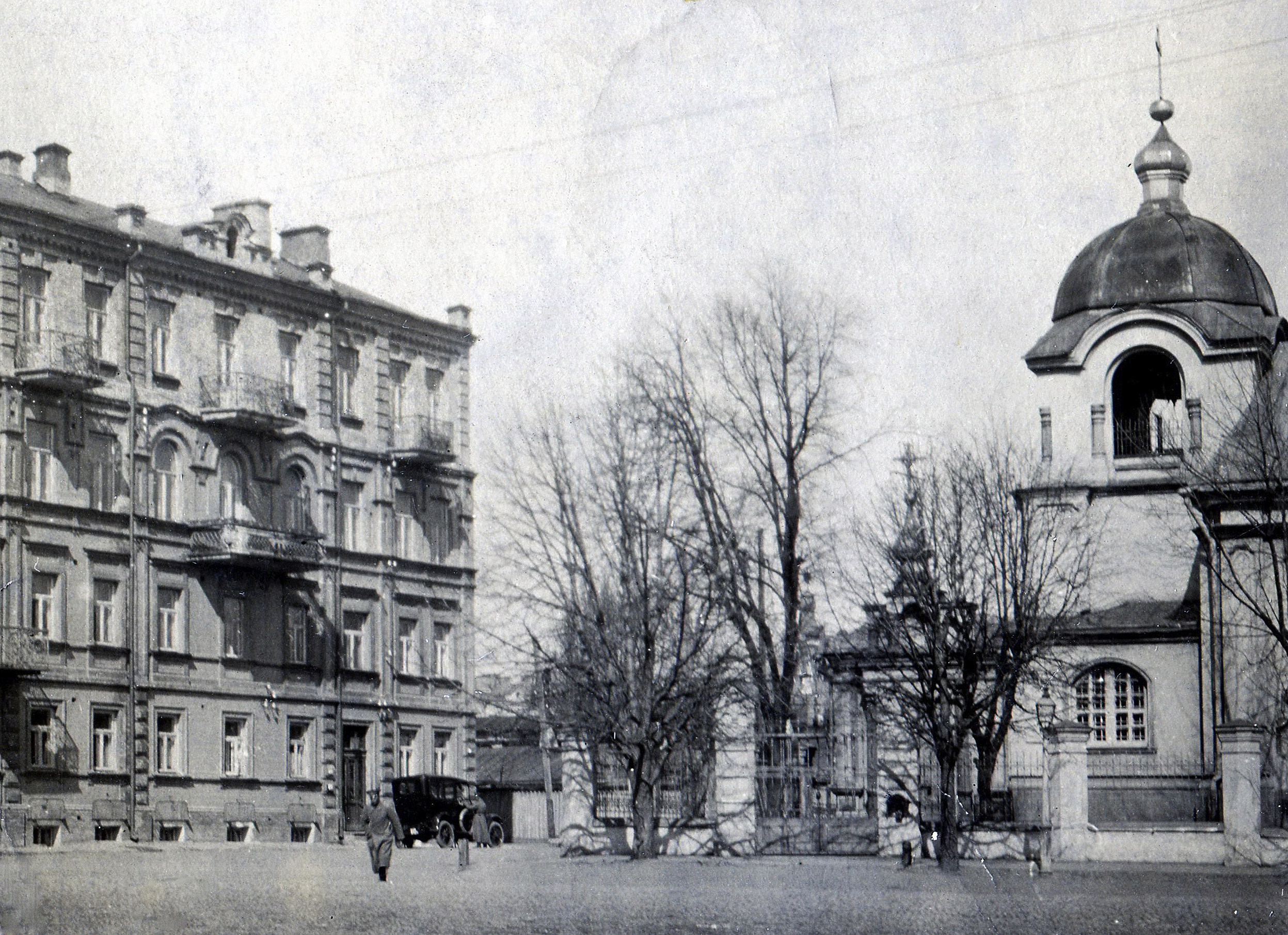
Кам'яниця на Рейтарській, 4 (ліворуч) і Георгіївська церква
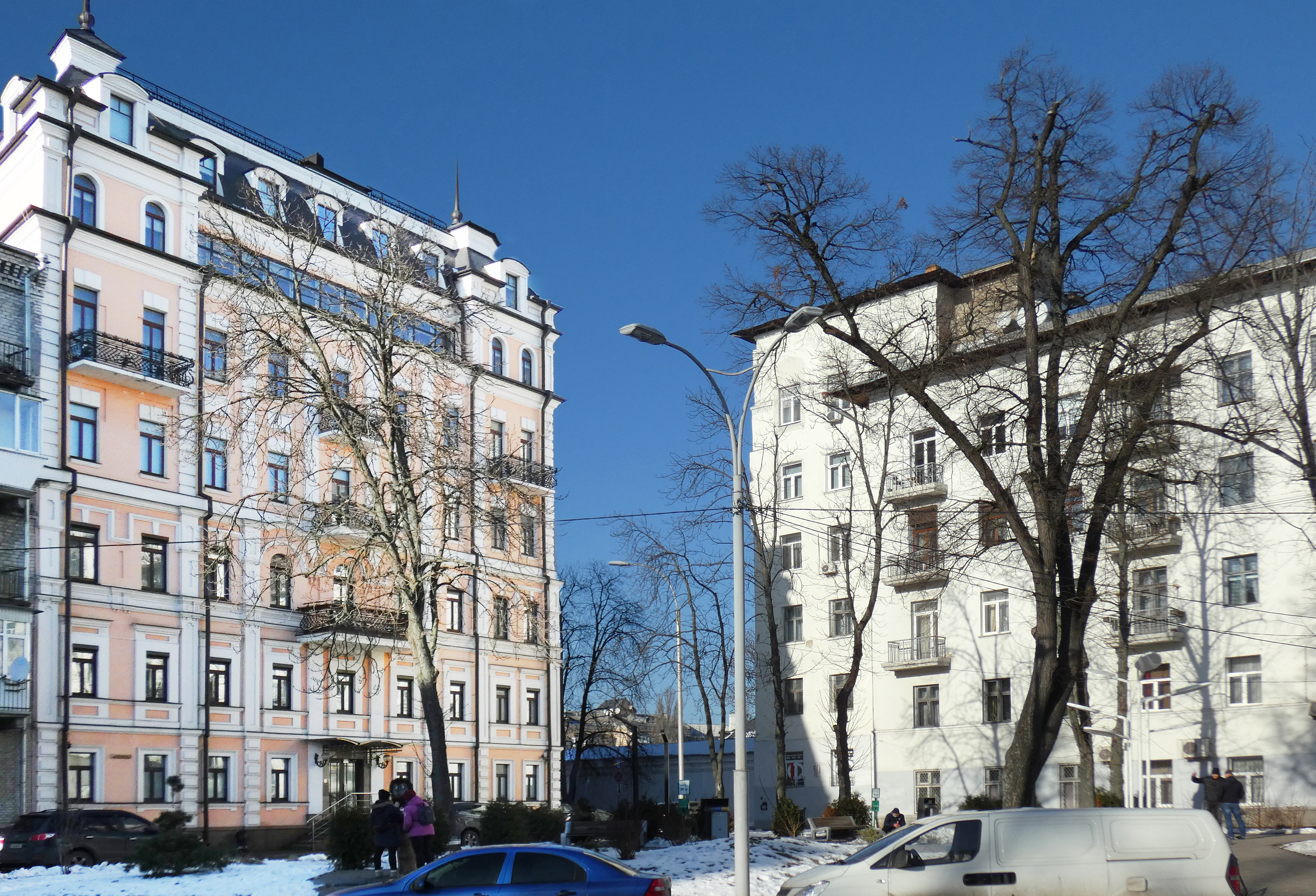
Кам'яниця № 4 з надбудованими поверхами (ліворуч) і будинок КВО на місці храму
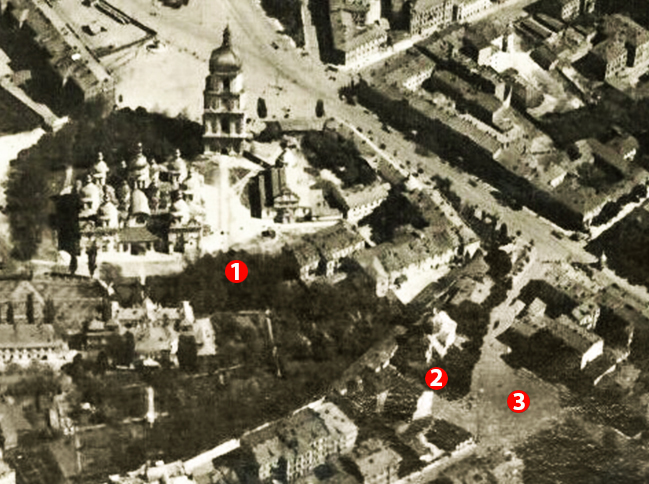
1) Софія Київська, 2) Георгіївська церква, 3) сквер із сучасним пам'ятником «Захисникам кордонів Вітчизни». Аерозйомка 1918

## Архітектура

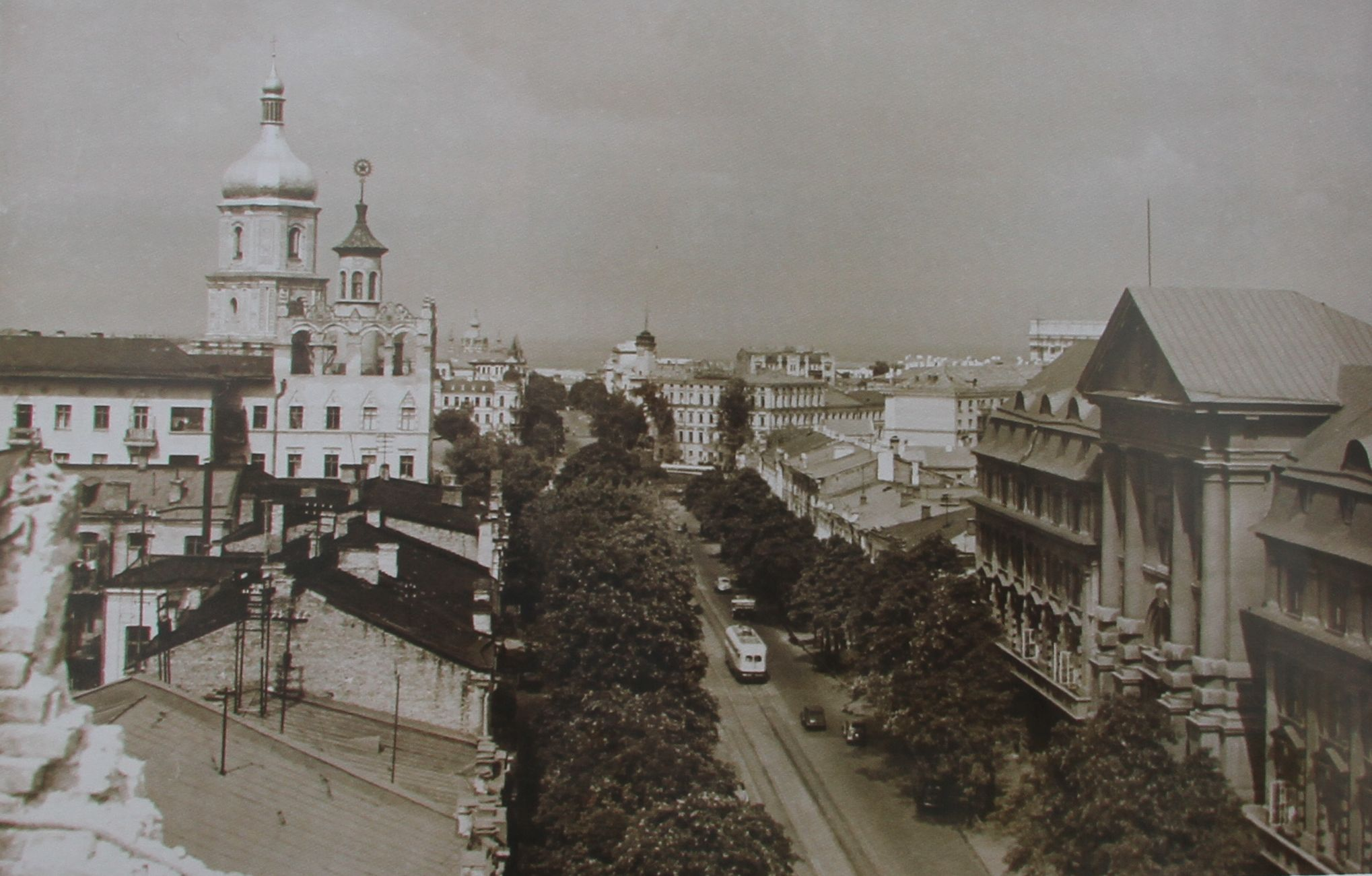
Вежа будинку КОВО перед дзвіницею Софійського собору (ліворуч)

Будинок частково закрив краєвид на Софійський собор

Шестиповерхову будівлю спорудили у стилі сталінської архітектури з елементами необароко. Будинок має п'ять секцій (крил). За задумом архітекторів на правому семиповерховому крилі будинку у рефрен із Софійським собором звели прозору барокову вежу зі шпилем і зіркою. Вона відігравала роль акценту на розі з Володимирською вулицею. Однак проіснувала вона недовго. За розповідями, після приїзду до України польської комуністичної делегації її керівник Владислав Гомулка під час прогулянки біля Софійського собору звернув увагу на вежу і запитав у Микити Хрущова, чому в Києві залишилося так багато церков. Наступного тижня вежу розібрали.
Центральна семивіконна секція завершується трикутною частиною. Її фланкують два ризаліти з лоджіями. Вікна на площині прямокутні. На п'ятому поверсі вони декоровані стилізованими трикутними сандриками і радянською емблемою у вигляді серпа і молота. На шостому поверсі вікна аркові з пілястрами. Прикрашені зіркою і радянською символікою.
Ліве крило — шестиповерхове. Між центральною і крайніми крилами розташовані п'ятиповерхові симетричні одна одній секції завширшки на вісім вікон.
На центральній осі розташований проїзд у подвір'я. Його стеля оздоблена двома стилізованими зірками. Портал оформлений у стилі бароко.

## Галерея

Комуністична символіка
Аркові вікна із символікою
Бароковий портал
Декор у проїзді